# Telenomus fodori
Telenomus fodori is een vliesvleugelig insect uit de familie van de Scelionidae. De wetenschappelijke naam van de soort is voor het eerst geldig gepubliceerd in 1941 door Szelenyi.